# Lev Kamenev
Lev Borisovitsj Kamenev (Russisch: Лев Бори́сович Ка́менев) (Moskou, 18 juli 1883 - aldaar, 25 augustus 1936) was een Sovjet-Russisch politicus en eerste president van bolsjewistisch Rusland. 
Lev Kamenev, geboren als Leo Rosenfeld, was afkomstig uit een welvarende Joodse familie. Kamenev sloot zich als student aan bij de Russische Sociaaldemocratische Arbeiderspartij (RSDAP). In 1903 werd hij lid van de bolsjewistische vleugel van de partij.
Kamenev werkte nadien als redacteur voor de Pravda en de Sotsial-demokrat. In 1914 werd Kamenev naar Siberië verbannen. Na de Februarirevolutie van 1917 kwam Kamenev vrij en werd hij lid van de sovjet van Sint-Petersburg. Na de Oktoberrevolutie werd hij voorzitter van het al-Russische Centrale Uitvoerende Comité van de Sovjets en werd daarmee het eerste staatshoofd van socialistisch Rusland. Hij trad spoedig terug, ten gunste van Jakov Sverdlov. 
In 1919 werd Kamenev een van de vijf leden van het politbureau van de Russische Communistische Partij, zoals de bolsjewistische partij zich in 1918 noemde. Samen met Grigori Zinovjev en Jozef Stalin vormde hij een driemanschap gericht tegen Leon Trotski. In 1925 sloot hij met Zinovjev een verbond met Trotski, de zogenaamde Verenigde Oppositie, deze was gericht tegen Stalin en de Rechtse Oppositie. In 1926 won Stalin de machtsstrijd binnen de partij en staat en werd Kamenev gedegradeerd tot kandidaat-lid van het politbureau. Van 1926 tot 1927 was Kamenev ambassadeur in Italië. Na de moord op Sergej Kirov in 1934 werden zowel Kamenev als Zinovjev beschuldigd van betrokkenheid bij de moord. Beiden werden tijdens een schijnproces te Moskou veroordeeld tot 10 jaar gevangenisstraf. In 1936 werd Kamenev ter dood veroordeeld omdat hij lid zou zijn geweest van een trotskistisch-zinovjevistisch centrum (daarmee wordt bedoeld dat Kamenev betrokken zou zijn geweest bij de één of andere samenzwering tegen Stalin).
In 1988 werd officieel bekendgemaakt dat alle beschuldigingen van toen ongegrond waren.

## Vroegere leven en carrière
Kamenev, geboren in Moskou, was de zoon van een Joodse spoorwegwerknemer en een Russisch-orthodoxe moeder. De rijkdom die zijn vader had verworven in het gebouw van de Bakoe-Batoemi-spoorweg werd gebruikt voor de financiering van een goede opleiding voor Lev. Hij ging naar het jongensgymnasium in Tiflis, Georgië (nu Tbilisi) en studeerde aan de universiteit van Moskou, maar zijn studie werd onderbroken door een arrestatie in 1902. Vanaf dat moment was hij een professionele revolutionair, tewerkgesteld in Sint-Petersburg, Moskou en Tbilisi. Kamenev huwde een marxistische (en Leon Trotski's zus), Olga Bronstein, in de vroege jaren 1900 en het paar had twee zonen.
Hij sloot zich aan bij de communisten in 1901 en ondersteunde Lenin. Tijdens een korte reis in het buitenland in 1902 werd Kamenev geïntroduceerd aan de Russische Sociaaldemocratische leiders in ballingschap, met inbegrip van Vladimir Lenin, waarvan hij een aanhangend en nauwe medewerker werd. Hij bezocht Parijs en ontmoette de Iskra-groep. Na het bijwonen van het derde Congres van de Russische Sociaaldemocratische Labour partij (RSDLP) in Londen in maart 1905, ging Kamenev terug naar Rusland om deel te nemen aan de Russische Revolutie van 1905 in Sint-Petersburg in oktober–december. In mei 1907 ging hij terug naar Londen om het 5e RSDLP Party Congress bij te wonen, waar hij werd verkozen tot de partij Centraal Comite en het bolsjewistische Center, maar werd gearresteerd bij zijn terugkeer naar Rusland. Kamenev werd vrijgelaten uit de gevangenis in 1908 en de Kamenevs gingen later in het jaar naar het buitenland om te helpen met het bewerken van Lenins bolsjewistische tijdschrift Proletariy. Na Lenins split met een andere senior bolsjewistische leider, Alexander Bogdanov, midden 1908, werden Kamenev en Grigori Zinovjev Lenins belangrijkste medewerkers in het buitenland. Ze hielpen hem om Bogdanov en zijn volgelingen te verdrijven van de Otzovist (Recallist) van de bolsjewistische partij van de RSDLP midden 1909.
In januari 1910 hebben leninisten, volgelingen van Bogdanov en diverse mensjewiek facties een vergadering van de partij Centraal Comité in Parijs gehouden en geprobeerd om de partij te herenigen. Kamenev en Zinovjev stonden sceptisch tegenover het idee, hoewel ze bereid waren om het een keer te proberen onder druk van "bemiddelende" bolsjewieken zoals Victor Nogin. Lenin was onvermurwbaar tegen eventuele hereniging, en werd binnen de bolsjewistische leiders weggestemd. De vergadering bereikte een voorlopig akkoord en een van de bepalingen maakte van Trotski's Pravda een centraal orgaan, gefinancierd door de partij. Kamenev, Trotski's zwager, werd toegevoegd aan de redactie van de bolsjewieken, maar de pogingen tot eenwording mislukten in augustus 1910 wanneer Kamenev ontslag nam uit de Raad van bestuur te midden van wederzijdse verwijten.

## Het lot van de familie
Na de executie van Kamenev werd de rest van de familie ook slachtoffer van een soortgelijk lot. Zijn tweede zoon, Yu. L. Kamenev, werd geëxecuteerd op 30 januari 1938, op 17-jarige leeftijd. Zijn oudste zoon, luchtmachtofficier A.L. Kamenev, werd geëxecuteerd op 15 juli 1939, op 33-jarige leeftijd. Zijn eerste vrouw, Olga Bronstein (de zus van Leon Trotski), werd doodgeschoten op 11 september 1941 op bevel van Stalin, samen met Christian Rakovski, Maria Spiridonova en 160 andere prominente politieke gevangenen. Alleen zijn jongste zoon, Vladimir Glebov, overleefde Stalins gevangenissen en werkkampen.